# Ь
ь (м'який знак або знак м'якшення, заст. є́рик, є́рчик, в Галичині їр) — літера кириличної абетки. У більшості сучасних абеток, котрі використовують кирилицю, не передає окремого звука, а слугує для позначення пом'якшення попереднього приголосного, або (рідше) як розділовий знак.

## Історія
У старо- і церковнослов'янській абетках носить назву ѥрь (ст.-сл.) або єрь (ц.-сл.), значення якого невідоме.
У сучасній церковнослов'янській кирилиці є 31-ю літерою за порядком і має вигляд ; у глаголиці за порядком 32-га, має вигляд . Числового значення не має. За походженням може являти собою видозмінену літеру  («он»)

## Звук ь
У старослов'янській мові літери  і  використовувалися для позначення редукованого голосного [ĭ]. Цей звук був успадкований старослов'янською і іншими слов'янськими мовами (зокрема, давньоруською) з праслов'янського мовного стану, де він має праіндоєвропейське походження – від короткого [ĭ]. Це підтверджується порівнянням з лексичним матеріалом споріднених мов: праслов. *lьnъ («льон») – лит. lĭnas, праслов. *vьdova («вдова») – лат. vĭdua, праслов. *gostь («гість») — лат. hostĭs («ворог»). На початку II тисячоліття нашої ери почався процес занепаду редукованих: у сильній позиції [ĭ] збігся з [e], у слабкій (наприклад, наприкінці слів) – зник. Але оскільки перед [ĭ] (як і перед іншими голосними переднього ряду) приголосний пом'якшувався і ця м'якість зберігалась і після втрати редукованих, то , переставши означати окрему фонему, став показником цієї м'якості попереднього приголосного.

## Українська абетка
ь — тридцять перша літера української абетки. У сучасній українській мові не має окремого звука, використовується для позначення м'якості попередньої приголосної або роздільної вимови приголосної та йотованої голосної: тінь, сільський, Ньютон.
Із другої половини XIX століття і до початку 90-х років XX столітті м'який знак був останньою літерою української абетки. Такий порядок вперше застосовано в системі Желехівського, де ь та апостроф вважались не літерами, а знаками, і розміщувались після всіх літер.

### Історичне вживання ь
Тривалий час м'який знак вживався в українському письмі етимологічно — на місці праслов'янського *ь. У більшості українських правописів «ь» писали після шиплячих, губних і «р» — у позиціях, де він зараз не вживається (бачь, кобзарь, монастирь, царь). Наприклад, прикінцеве -рь прийнято у «Словарі української мови» Б. Грінченка. Харківським правописом написання «ь» у цих позиціях скасоване — з огляду на те, що губні приголосні, прикінцеві шиплячі і прикінцевий «р» стверділи у більшості українських діалектів.

### Сучасні правила вживання
Коли пишеться ь
Знаком ь позначається м'якість приголосних звуків.
1. ь пишеться:
а) після м'яких д, т, з, с, дз, ц, л, н у кінці слова та складу:
вісь, ґедзь, кінь, мідь, наморозь, палець, суть, швець; близько, восьмий, ганьба, Грицько, дядько, кільце, молотьба[8];
б) після м'яких приголосних у середині складу перед о:
дьоготь, дзьоб, льон, сьомий, трьох, тьохкати[8].
Примітка. Про вживання ь у словах іншомовного походження див. § 93; у прізвищах — § 104, п. 9, 12, а; у географічних назвах — § 109, п. 9.
2. Зокрема, ь пишеться:
а) у словах на:
1) -зький, -ський, -цький; -зькість, -ськість, -цькість; -зько, -сько, -цько; -зькому, -ському, -цькому; -зьки, -ськи, -цьки: близький, вузький, волинський, донецький; близькість, людськість; близько, військо, багацько; по-французькому (по-французьки), по-українському (по-українськи), по-німецькому (по-німецьки).
Примітка. У словах баский, боязкий, в'язкий, дерзкий, жаский, ковзкий, плаский (плоский), порский, різкий і похідних утвореннях: боязкість, в'язкість, баско, різко тощо знак м'якшення не пишеться, оскільки тут з, с разом із к не творять суфіксів -зк-, -ск-;

2) -енька, -енько, -онька, -онько; -енький, -есенький, -ісінький, -юсінький: рученька, батенько, голівонька, соколонько; гарненький, малесенький, свіжісінький, тонюсінький;
б) після м'якого л перед наступним приголосним: їдальня, кільце, ковальський, пальці, рибальство, сільський, спільник.
Примітка. Не ставиться м'який знак після л у групах -лц-, -лч-, коли вони походять із -лк-: балка — балці, галка — галці, галченя, монголка — монголці, Наталка — Наталці, Наталчин, рибалка — рибалці, рибалчин, спілка — спілці, спілчанський; але: Галька — Гальці, Гальчин;
в) у родовому відмінку множини іменників жіночого роду м'якої групи I відміни й середнього роду на -нн(я), /21/ -ц(е) II відміни: друкарень, їдалень, крамниць, матриць, пісень, робітниць, стаєнь; бажань, знань, кілець, місць, сердець і серць;
г) у дієслівних формах дійсного та наказового способу: будить, будять, здається, косить, косять, коситься, робить, роблять, робиться, ходить, ходять; будь, будьте, винось, виносьте, виносься, кинь, киньте, стань, станьте, трать, тратьте (див. ще § 83, прим. 1).
Примітка. Про вживання ь у словах іншомовного походження та у власних назвах див. § 93; § 109, п. 9.
Коли ь не пишеться
Знак м'якшення не пишеться:
1. Після р у кінці складу або слова[9]:
вірте, кобзар, лікар, перевір, секретар, тепер, школяр, Харків.
2. Після н перед ж, ч, ш, щ та перед суфіксами -ств(о), -ськ(ий)[9]:
інженер, інший, кінчик, менший, тонший, Уманщина; волинський, громадянський, освітянський, селянський; громадянство, селянство.
Але: бриньчати, доньчин, няньчин, няньчити та ін., бо в твірних іменниках між приголосними виступає ь[9]:
бренькіт, донька, нянька.
3. Після м'яких приголосних, крім л, якщо за ними йдуть інші м'які приголосні[9]:
вінця, кінцівка, користю, ланцюжок, радість, світ, свято, слід, сміх, сніг, сніп, сьогодні, танцювати, щастя;
але: різьбяр (і різьбар), тьмяний і похідні від них[9].
Примітка. Коли ь уживається у формі називного відмінка іменника, то він зберігається й у всіх інших відмінках; коли ж у називному відмінку його нема, то й в інших відмінках він не пишеться; пор.: Галька — Гальці, дівчинонька — дівчиноньці, письмо — на письмі, редька — редьці; але: галка — галці, сторінка — сторінці, пасмо — у пасмі.
4. Після л в іменникових суфіксах -алн(о), -илн(о)[9]:
держално, пужално, ціпилно;
але в зменшених формах ь пишеться[9]:
держальце, пужальце.
5. Між подовженими м'якими приголосними[9]:
буття, волосся, галуззя, гіллястий, життя, каміння, ллється, приладдя, сіллю.
6. Після д, н, т перед суфіксами -ченк(о), -чук, -чишин[9]:
безбатченко, Панченко, Федченко; Радчук, Степанчук; Гринчишин, Федчишин;
але після л пишеться ь[9]:
Михальченко, Михальчук.
7. Після ц у кінці слів — іменників чоловічого роду іншомовного походження[9]:
Галац, кварц, палац, паяц, Суец, шприц, а також у деяких вигуках: бац, буц, гоц, клац.

## В інших кириличних абетках

### Для слов'янських мов
Російська мова
У російській абетці «ь» використовується:
- Для позначення пом'якшення приголосного, яке може грати сенсорозрізнювальну роль (граб — грабь, кров — кровь, лад — ладь, вяз — вязь, мол — моль, лом — ломь, кон — конь, цеп — цепь, жар — жарь, вес — весь, бит — бить, граф — графь);
- Для позначення роздільного читання приголосних з голосними. Літери для голосних «е», «ё», «ю», «я», «и» при цьому читаються йотовано («и» може не йотуватися), іноді йотуються й інші голосні (каньон — [кан’јон]);
- За традицією пишеться після шиплячих, хоча з фонетичного погляду це є зайвим: бо в російській мові звуки [t͡ʃ] і [ɕ] (позначувані літерами «ч» і «щ») — завжди м'які, а [ʒ] і [ʃ] («ж» і «ш») — завжди тверді. М'який знак після шиплячих присутній:
  - У закінченнях іменників жіночого роду (рожь, ночь, печь, тушь);
  - У закінченнях наказового способу дієслів (режь, жарь);
  - У закінченнях форм дієслова другої особи однини (знаешь, дашь);
  - У деяких прислівниках (настежь, наотмашь);
  - У закінченнях інфінітива деяких дієслів (печь, стричь, беречь);
  - У деяких частках (лишь, вишь, бишь);
- Після «г», «к», «х» трапляється лише в запозиченнях (Алигьери, кьянти, Донахью);
- Після «ц» теж трапляється лише в запозиченнях (Замосць). Як і після шиплячих, після «ц» не має фонетичного сенсу, бо звук [t͡s] у російській мові завжди твердий.

Серед пропозицій щодо реформи російського правопису, що висувалися початку XX ст. (багато ідей використані у реформі 1917—1918) були присутні й такі, що приписували скасувати вживання «ь» після шиплячих, але у правопис 1918 року це правило не увійшло. Питання зайвості «ь» після шиплячих порушували й пізніше: на початку 1960-х, але це не призвело до реформ російської орфографії.
Церковнослов'янська мова
Правила написання «ь» у церковнослов'янській в цілому тотожні правилам російського правопису, але з деякими відмінностями:
- У закінченнях «ь» пишеться не тільки в іменників жіночого роду, але й чоловічого (мечь, хвощь)
- У закінченнях коротких пасивних дієприкметників — для відрізнення від діслівних форм (мы видимъ, але онъ видимь — «він видимий»),
- У закінченнях коротких дієприкметників і прикметників у називному відмінку (творящь), у той час як ъ є показником знахідного відмінка (творящъ);
- Між приголосними вживання «ь» факультативне, тобто припускає варіанти (тма/тьма, сотворшая/сотворьшая)

У деяких випадках у книгах старого друку замість «ь» могли ставити надрядковий знак — «єрокъ», але у новоцерковнослов'янській мові (з XVII ст.) «єрокъ» замінює лише літеру «ъ».
Білоруська мова
У білоруському правописі вживання м'якого знака в цілому тотожнє російському. У тарашкевиці вживається частіше: цей правопис білоруської мови вимагає зазначати м'якість кожного звука (яка в «наркомівці» розуміється сама по собі — якщо останній приголосний м'який).
Болгарська мова
До 1944 року «ь» у болгарському правописі вживався за традицією в тих словах, де він колись означав пом'якшення попереднього приголосного (наприклад, царь). Зараз ці слова, як і в українській мові, пишуться без «ь» (цар), проте, пом'якшення зберігається у формах похідних дієслів (царя, царят). Зараз м'який знак вживається здебільшого після приголосних — у сполученні «ьо».
Сербська мова
У сербському правописі м'який знак використовувався до реформ Вука Караджича, хоча не завжди означав м'якість приголосних. У сучасній сербській кирилиці (вуковиці) як окремий знак відсутній, але є складовою частиною деяких букв-лігатур, що позначають пом'якшені приголосні — «љ», «њ». Для позначення інших м'яких приголосних використовують літери «ђ», «j», «ћ».
Македонська мова
У сучасному македонському правописі, створеному за сербським зразком у 1944—1945 р.р., літера «ь» також відсутня.

### Абетки для неслов'янських мов
- У молдавській кирилиці трапляється наприкінці слова і вживається для позначення пом'якшення попереднього приголосного (у латинському варіанті абетки його функцію виконує «i»).
- В абетках багатьох кавказьких мов — у складі диграфів Аь, Гь, Жь, Кь, Ль, Оь, Уь, Хь, Юь, Яь. Літери для голосних з наступним «ь» відповідають літерам з тремою у латинському варіанті абетки: Ä, Ö, Ü, Yü, Yä.
- В абетці для якутської мови — у складі диграфів Дь, Нь.
- В абетці для абазинської мови — у складі триграфів Гъь, Джь, Къь, Кӏь
- В абетці для лакської мови — у складі тетраграфа Хьхь
- В абетці кільдінської саамської мови (саамські мови)

До 1998 року входив до абетки таджицької мови.
Окрім того, «ь» входив до так званого яналіфу або «нової тюркської абетки» — абетки на латинській основі, що вживалася у 1920-1930-х для низки мов СРСР. Там він позначав звук [ɨ].

## Інше використування
Знак «ь» використовують у лінгвістичній реконструкції для транскрипції праслов'янської мови — він передає редукований голосний [ĭ]. Слід зауважити, що попередній приголосний читається твердо — для позначення м'яких приголосних у транскрипції за необхідності застосовують апостроф. Цікаво, що в старослов'янському письмі, коли знак «ь» ще передавав редукований голосний, для позначення м'якості використовували (поряд з циркумфлексом над приголосним) значок, дуже схожий на апостроф.